# Теракт в Ницце (2016)
Террористический акт в Ницце произошёл 14 июля 2016 года примерно в 22:30 (UTC+2). 31-летний исламист Мохамед Лауэж Булель на 19-тонном грузовике врезался в толпу людей, наблюдавших на Английской набережной за салютом в честь Дня взятия Бастилии. 86 человек погибли и 308 получили ранения. Нападавший был застрелен полицией. Ответственность за произошедшее взяла на себя террористическая организация «Исламское государство».

## Ход событий
Вечером 14 июля 2016 года на Английской набережной Ниццы собралось множество людей, чтобы понаблюдать за пиротехническим представлением в честь Дня взятия Бастилии. По словам очевидцев, примерно в 22:30 (UTC+2), когда салют завершился, а часть собравшихся уже начинала расходиться, на набережную со скоростью примерно 60—70 км/ч выехал арендованный белый грузовик Renault Midlum 300, с разгону врезавшийся в толпу. По словам очевидцев, машина делала зигзаги, чтобы задавить как можно больше людей.
Первыми на его действия отреагировали трое полицейских, которые бежали за грузовиком примерно 200 м. Водителя также попытался остановить мужчина на мотоцикле: подъехав к кабине и запрыгнув на подножку, он намеренно направил мотоцикл под колёса машины, но это её не остановило. Через открытое окно грузовика мотоциклист смог нанести несколько ударов в лицо террористу. Тот перезарядил пистолет и попытался выстрелить в него, но оружие дало осечку. Тогда террорист ударил мотоциклиста прикладом пистолета и тот выпал из грузовика, получив ранения средней тяжести. Водитель грузовика проехал около 2 км и остановился, начав стрелять по прохожим и полиции, которые бросились ему наперерез и начали стрелять по грузовику. Под конец к ним присоединились две вооружённые группы спецназа. Было сделано несколько десятков выстрелов по кабине водителя, он был застрелен. В кабине силовиками был обнаружен пистолет, а также муляж другого огнестрельного оружия и гранаты.
Как выяснилось позднее, преступник взял грузовик с холодильной установкой напрокат за два дня до теракта. При въезде в город он обманул сотрудников полиции, представившись доставщиком мороженого. Полицейские поверили и пропустили его, не обыскав грузовик. Как правило, в праздничные дни проезд большегрузных автомобилей в город ограничен, исключения делают только для доставщиков еды.

## Террорист
Мохамед Лауэж Булель (фр. Mohamed Lahouaiej-Bouhlel, 3 января 1985 — 14 июля 2016), родился в Мсакене в Тунисе, с 2005 года жил в Ницце, имел во Франции вид на жительство, работал водителем в службе доставки. Его родители живут во Франции, разведены. Женат, отец троих детей, разошёлся с женой Эжер (Hajer) два года назад, был в процессе развода. В начале 2016 года его задерживали за «незначительное насилие». У правоохранительных органов не было никакой информации о том, что Мохамед придерживался радикальных взглядов.
Личность террориста была установлена благодаря обнаруженным в кабине грузовика документам. Также там нашли банковскую карту и мобильный телефон. В кабине грузовика был пистолет и муляжи гранаты и длинноствольного оружия.
Его отец Мохамед Мондер Лауэж-Булель (фр. Mohamed Mondher Lahouaiej-Bouhlel) сказал агентству Франс-Пресс, что его сын страдал от депрессии и ему выписывали от неё лекарства: «В период с 2002 по 2004 год у него были проблемы, которые вызвали нервные срывы. Он был зол и кричал… он был готов сломать всё, что видел перед собой». Он сказал, что они ничего не слышали от него после того, как он уехал во Францию. Он также согласился, что он имел мало общего с религией: «он не молился и не соблюдал пост в Рамадан, пил алкоголь и даже употреблял наркотики».
Как сообщил СМИ его брат Жабер Булель (Jaber Bouhlel), за несколько дней до трагедии Мохамед переслал 240 тыс. тунисских динаров (около 100 тыс. евро) своей семье в Тунисе, до этого он регулярно пересылал небольшие суммы. Последний раз он посещал семью в 2012 году, когда приезжал на свадьбу сестры.

## Расследование
В рамках расследования теракта было задержано пять человек. 21 июля троим подозреваемым было предъявлено обвинение в соучастии в «убийстве, совершённом группировкой, связанной с террористами». Ещё двое обвиняются в «нарушении закона об оружии в связи с деятельностью террористической группировки». В тот же день СМИ сообщили о том, что служба по противодействию терроризму при уголовной полиции Парижа (SDAT) потребовала от службы видеонаблюдения Ниццы уничтожить все видеозаписи, связанные с терактом, мотивируя это тем, что в распоряжении следствия уже есть все необходимые записи, а удаление с серверов призвано предотвратить их «несанкционированное использование».

## Реакция
Президент Франции Франсуа Олланд, узнав о событиях в Ницце, прервал свою поездку в Авиньон и вернулся в Париж, где провёл встречи с премьер-министром Мануэлем Вальсом и главой МВД Бернаром Казневом. Позже он выступил с обращением к нации, назвав произошедшее терактом. Олланд заявил: «Франция скорбит, Франции нанесли удар, но Франция будет сильна. Она будет сильнее, чем те палачи, что нанесли ей удар». В стране был объявлен трёхдневный траур.
Соболезнования властям и народу Франции в связи с произошедшим выразили руководители и представители ряда государств, в том числе федеральный канцлер Германии Ангела Меркель, президент Казахстана Нурсултан Назарбаев, президент Киргизии Алмазбек Атамбаев, премьер Государственного совета КНР Ли Кэцян, президент Польши Анджей Дуда, президент России Владимир Путин, президент США Барак Обама, президент Украины Пётр Порошенко, премьер-министр Японии Синдзо Абэ, президент Республики Беларусь Александр Лукашенко.
Совет безопасности ООН принял заявление, в котором теракт охарактеризован как «варварская и подлая атака».
Соболезнования и солидарность с французским народом выразил также Союз европейских футбольных ассоциаций (УЕФА). Перед жеребьёвкой очередных туров Лиги чемпионов УЕФА и Лиги Европы УЕФА в Ньоне была проведена минута молчания. Также с минуты молчания начались матчи чемпионата Европы среди юношей до 19 лет, в которых футболисты играли с траурными повязками.
Министр внутренних дел Польши Мариуш Блащак заявил, что причиной последней волны терактов в Западной Европе является традиционная европейская политика мультикультурализма и политкорректности. Ранее польские политики уже заявляли об отказе от приёма мусульманских беженцев из Сирии в рамках выделенной им квоты ЕС, согласившись принять только представителей традиционных для Польши религий: христиан и иудеев.
СМИ «Исламского государства» выпустили видео, в которых франкоговорящие бойцы одобрили атаку. Они призвали мусульман следовать примеру Булеля и атаковать Францию, чьи ВВС, по мнению ИГ, «убивают невинных мусульман в Ираке и Сирии». Видео содержит цитаты из обращения пресс-секретаря ИГ Абу Мухаммада аль-Аднани «Умрите от своей злобы», в котором тот призывал «волков-одиночек» на Западе совершать атаки.

## Оценки
Российский религиовед и исламовед Р. А. Силантьев, касаясь причин совершения террористического акта, указал на то, что «нельзя сказать, что он стал полностью неожиданным: повышенную террористическую угрозу во Франции объявляли во время прошедшего чемпионата по футболу, однако тогда всё обошлось». По его мнению, французские спецслужбы «расслабились и пропустили болезненный удар», а «ИГИЛ не забыло про свою главную жертву среди европейских стран и напомнило о себе в годовщину взятия Бастилии».

## Погибшие и раненые
| Гражданство    | Погибшие | Раненые                 | Источник                           |
| -------------- | -------- | ----------------------- | ---------------------------------- |
| Австралия      |          | 5                       | [ 33 ]                             |
| Алжир          | 5        |                         | [ 34 ] [ 35 ]                      |
| Армения        | 2        |                         | [ 36 ] [ 37 ] [ 38 ] [ 39 ]        |
| Бельгия        | 1        | 1                       | [ 40 ]                             |
| Бразилия       | 2        | 3                       | [ 41 ] [ 42 ] [ 43 ]               |
| Великобритания |          | 1                       | [ 44 ] [ 45 ]                      |
| Венгрия        |          | 1                       | [ 46 ]                             |
| Германия       | 3        | 2                       | [ 47 ]                             |
| Грузия         | 1        |                         | [ 48 ]                             |
| Израиль        |          | 3                       | [ 49 ]                             |
| Ирландия       |          | 1                       | [ 50 ] [ 51 ]                      |
| Италия         | 6        | 3                       | [ 52 ] [ 53 ]                      |
| Казахстан      | 4        |                         | [ 54 ] [ 55 ]                      |
| Китай          |          | 2                       | [ 56 ]                             |
| Мадагаскар     | 2        | 4                       | [ 57 ]                             |
| Малайзия       |          | 1                       | [ 58 ]                             |
| Марокко        | 4        | 1                       | [ 59 ] [ 60 ]                      |
| Нидерланды     |          | 3                       | [ 61 ]                             |
| Польша         | 2        |                         | [ 62 ]                             |
| Португалия     |          | 4                       | [ 63 ] [ 64 ]                      |
| Россия         | 2        | 5                       | [ 65 ] [ 66 ]                      |
| Румыния        | 1        | 4                       | [ 67 ] [ 68 ] [ 69 ]               |
| Сингапур       |          | 1                       | [ 38 ] [ 70 ]                      |
| США            | 3        |                         | [ 71 ] [ 72 ]                      |
| Тунис          | 4        |                         | [ 36 ] [ 68 ] [ 73 ]               |
| Украина        | 1        | 2                       | [ 74 ] [ 75 ] [ 76 ]               |
| Чехия          |          | 1                       | [ 77 ]                             |
| Франция        | 39       | &&&&&&&&&&&&&&00.&&&&-0 | [ 78 ]                             |
| Швейцария      | 2        |                         | [ 38 ] [ 40 ]                      |
| Эстония        | 2        | 4                       | [ 79 ] [ 80 ] [ 81 ] [ 82 ] [ 83 ] |
| Итого          | 85       | 40/308                  |                                    |

## Суд над пособниками
В ноябре 2020 года были предъявлены обвинения восьми лицам, находившимся под следствием в связи с терактом в Ницце. В частности, троим были предъявлены обвинения в участии в преступной террористической группировке. В декабре 2022 года французский специальный суд признал двух из них виновными в пособничестве терроризму, другие шестеро были признаны виновными в преступном сговоре и незаконном обороте оружия. Они получили от 2 до 18 лет тюремного заключения.